# Loxoconcha tekkaliensis
Loxoconcha tekkaliensis is een mosselkreeftjessoort uit de familie van de Loxoconchidae. De wetenschappelijke naam van de soort is voor het eerst geldig gepubliceerd in 1993 door Varma, Shyam Sunder & Naidu.